# مجلس الأمة الكويتي 2003
مجلس الأمة الكويتي 2003 (الفصل التشريعي العاشر) من 19 يوليو 2003 حتى حل المجلس في 21 مايو 2006 ، أجريت انتخابات المجلس في يوم السبت 5 يوليو 2003 وقد ترأس هاذا المجلس جاسم محمد الخرافي والذي تولى الرئاسة منذ 17 يوليو 1999 وفي 21 مايو 2006 صدر مرسوماً بحل المجلس.

## أعضاء المجلس حسب الدوائر الانتخابية
الدائرة الأولى
- صالح عاشور
- يوسف حسن الزلزلة

الدائرة الثانية
- محمد براك المطير
- عبد الوهاب الهارون

الدائرة الثالثة
- جاسم عبد المحسن الخرافي
- محمد جاسم الصقر

الدائرة الرابعة
- عبد الواحد محمود العوضي
- عبد الله يوسف الرومي

الدائرة الخامسة
- أحمد يعقوب باقر
- علي فهد الراشد

الدائرة السادسة
- مشاري جاسم العنجري
- فهد صالح الخنه

الدائرة السابعة
- وليد مساعد الطبطبائي
- عادل عبد العزيز الصرعاوي

الدائرة الثامنة
- أحمد عبد المحسن المليفي
- حسن عبد الله جوهر

الدائرة التاسعة
- بدر شيخان الفارسي
- ناصر جاسم الصانع

الدائرة العاشرة
- جمال حسين العمر
- باسل الراشد

الدائرة الحادية عشر
- علي عبد الله السعيد
- أحمد عبد العزيز السعدون

الدائرة الثانية عشر
- مخلد راشد العازمي
- سالم عبد الله الحماد

الدائرة الثالثة عشر
- حسين علي القلاف
- صلاح خورشيد

الدائرة الرابعة عشر
- فيصل علي المسلم
- وليد مناحي العصيمي

الدائرة الخامسة عشر
- علي سالم الدقباسي
- براك النون

الدائرة السادسة عشر
- ضيف الله فضيل بورمية
- محمد حمود الفجي

الدائرة السابعة عشر
- حسين مزيد الديحاني
- مسلم محمد البراك

الدائرة الثامنة عشر
- خلف دميثير العنزي
- راشد سلمان الهبيدة

الدائرة التاسعة عشر
- محمد خليفه الخليفة
- عواد برد العنزي

الدائرة العشرون
- طلال مبارك العيار
- محمد محسن البصيري

الدائرة الحادية والعشرون
- وليد خالد الجري
- خالد سالم العدوة

الدائرة الثانية والعشرون
- جاسم الكندري
- عبد الله عكاش العبدلي

الدائرة الثالثة والعشرون
- غانم علي الميع
- فهد دهيسان الميع

الدائرة الرابعة والعشرون
- علي حمود الهاجري
- عصام سلمان الدبوس

الدائرة الخامسة والعشرون
- مرزوق فالح الحبيني
- عبد الله فالح راعي الفحماء

## أدوار الانعقاد
شهد مجلس الأمة الكويتي 2003 أربعة أدوار أنعقاد عادية  

### أدوار انعقاد مجلس الأمة 2003
| دور الإنعقاد        | بداية الفترة   | نهاية الفترة  |
| ------------------- | -------------- | ------------- |
| دور الانعقاد الأول  | 19 يوليو 2003  | 22 يوليو 2003 |
| دور الانعقاد الثاني | 20 أكتوبر 2003 | 30 يونيو 2004 |
| دور الانعقاد الثالث | 26 أكتوبر 2004 | 29 يونيو 2005 |
| دور الانعقاد الرابع | 17 أكتوبر 2005 | 21 مايو 2006  |

## الجلسة الأولى
عقد مجلس الأمة جلسته العادية الأولى لدور الانعقاد الأول يوم السبت 19 يوليو 2003 حيث تفضل صاحب السمو الشيخ جابر الأحمد الجابر الصباح أمير دولة الكويت بحضور سمو الشيخ سعد العبدالله السالم الصباح ولي العهد بأفتتاح دور الانعقاد وكما ألقى سموه النطق السامي أمام المجلس. 
وبعد انتهاء حفل افتتاح دور الانعقاد استئنفت الجلسة حيث ترأسها سالم عبدالله الحماد بصفته أكبر الأعضاء سناً وذالك لحين انتخاب الرئيس. 
وخلال الجلسة أدى أعضاء المجلس اليمين الدستورية وكما انتخب المجلس جاسم محمد الخرافي رئيساً لمجلس الأمة بالتزكية. 
وخلال الجلسة انتخاب المجلس مشاري جاسم العنجري نائباً لرئيس مجلس الأمة بعد فوزه في القرعة وكان قد ترشح للمنصب كل من مشاري جاسم العنجري وطلال مبارك العيار والدكتور فهد صالح الخنة حيث حصل مشاري العنجري على 27 صوتاً وطلال العيار على 18 صوتاً والدكتور فهد الخنة على 18 صوتاً حيث لم تتحق الأغلبية المطلقة للأصوات لأحد المرشحين مما استدعى إعادة الانتخاب وانحصر التنافس في جولة الإعادة بين مشاري العنجري وطلال العيار بعد انسحاب والدكتور فهد الخنة من الترشيح وجابت نتائج جولة الإعادة تساوي مشاري العنجري وطلال العيار في النتيجة في حصول كل منهم على 32 صوتاً فأجريت بينهم القرعة والتي فاز فيها مشاري العنجري بمنصب نائب رئيس مجلس الأمة. 

## أبرز الأحداث
- تم طلب فتح لجنة تحقيق في صفقة شركة هاليبرتون التي تورد النفط إلى داخل العراق، وقد تم رفض الطلب.[1]
- تقديم استجواب إلى محمود النوري وزير المالية، وقد تم طرح الثقة فيه.[2]
- تقديم طلب بتقليص عدد الدوائر من 25 إلى 10، وقد تم رفضه.[3]
- تقدم عدد من النواب بطلب لطرح الثقة وزير الصحة محمد الجار لله وبعدها قدم استقالته.[4]
- في يوم 16 مايو 2005 وافق المجلس على إعطاء المرأة حق التصويت والانتخاب.[5]
- في 24 يناير 2006 نقل المجلس السلطات الأميرية إلى مجلس الوزراء بسبب عدم قدرة أمير الكويت الشيخ سعد العبدالله السالم الصباح على أداء مهامه بداعي المرض.[6]
- في 29 يناير 2006 بايع المجلس بالأجماع الشيخ صباح الأحمد الجابر الصباح أمير للكويت بعد تزكيته من مجلس الوزراء[7]
- في 20 فبراير 2006 بايع المجلس بالأجماع الشيخ نواف الأحمد الجابر الصباح ولياً للعهد بعد تزكيته من الشيخ صباح الأحمد الجابر الصباح أمير الكويت
- في 21 مايو 2006 صدر مرسوماً بحل المجلس.